# Saperda balsamifera
Saperda balsamifera là một loài bọ cánh cứng trong họ Cerambycidae.